# Spatholobus gengmaensis
Spatholobus gengmaensis là một loài thực vật có hoa trong họ Đậu. Loài này được Wei miêu tả khoa học đầu tiên.